# چانچاتی

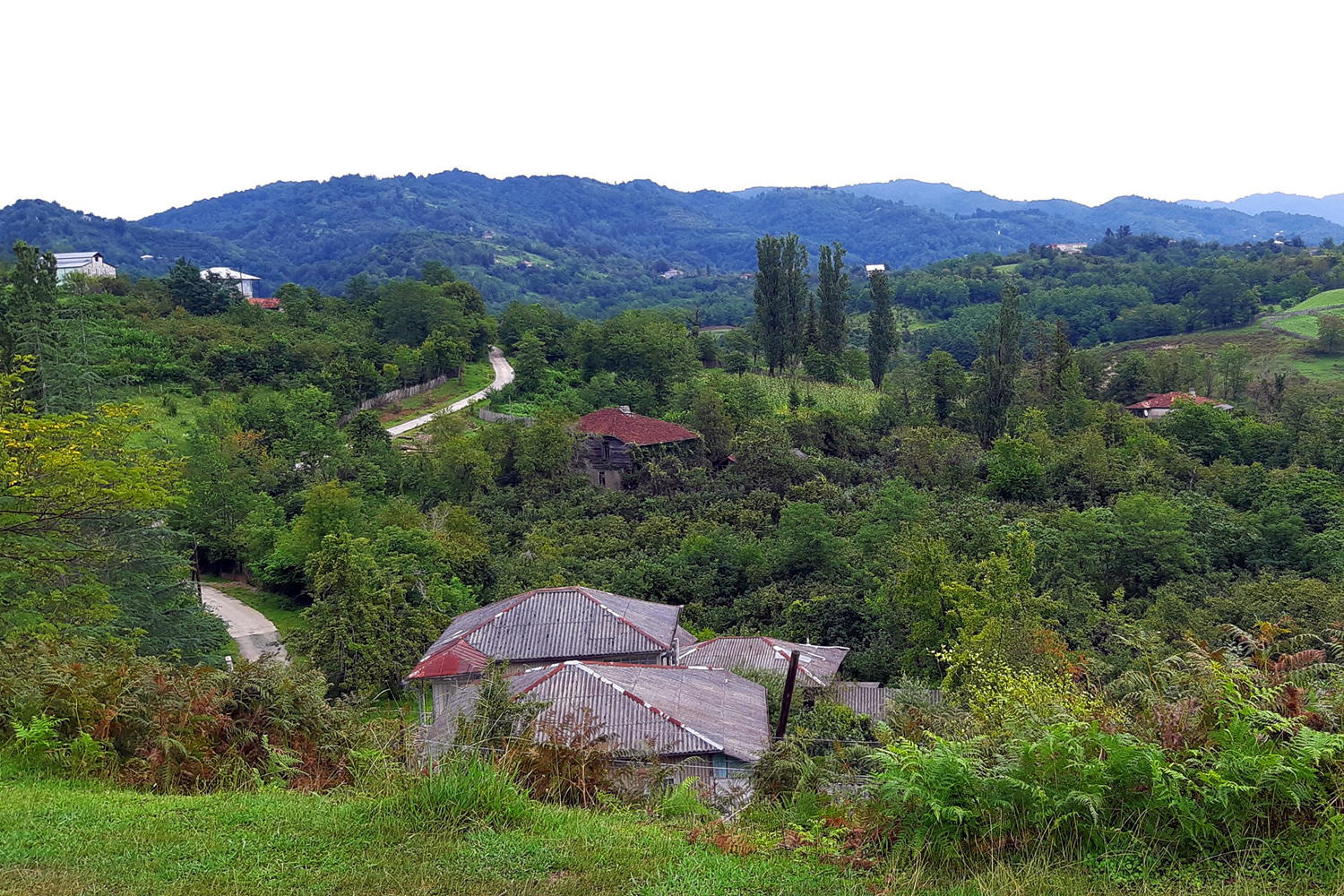
نمایی از روستای چانچاتی در ناحیه گوریا، غرب گرجستان - ۲۰۲۲

چانچاتی (به گرجی: ჭანჭათი) یک روستا در شهرداری لانچخوتی ناحیه گوریا در غرب گرجستان است. چانچاتی در سال ۲۰۱۴ میلادی، ۴۹۹ نفر جمعیت داشته است.